# ماثووركس
شركة ماثووركس (بالإنجليزية: The MathWorks, Inc.)‏ هي شركة خاصة متوسطة الحجم متعددة الجنسيات متخصصة في برامج الحوسبة التقنية. منتجاتها الأساسية هي ماتلاب وسيميولينك.
يستخدم ماتلاب وسيميولينك أكثر من مليون مهندس وعالم في أكثر من 100 دولة في كل قارات العالم السبع. أصبحت تلك الأداتان أساسيتان للعمل في أكثر شركات التقنية إبداعا والمعامل البحثية والمؤسسات المالية وأكثر من 3500 جامعة.

## تاريخ الشركة
أنشأ الشركة جاك ليتل (الرئيس والمدير التنفيذي) وكليف مولير (المدير العلمي) وستيف بانجيرت (غير نشط حاليا) في 7 ديسمبر 1984. يعمل بالشركة حاليا أكثر من 1900 موظف.
أدرك المؤسسون أهمية وجود بيئة حسابات علمية قوية بين المهندسين والعلماء تتعدى ما تقدمه لغات البرمجة الأخرى مثل فورتران والسي. وتلبية لتلك الاحتياجات دمجوا خبراتهم في الرياضيات والهندسة وعلوم الحاسب لتطوير بيئة حوسبة تقنية قوية وهي ماتلاب.

ماتلاب يجمع بين دوال رياضياتية ورسومية شاملة ولغة عالية المستوى.

بالإضافة إلى ماتلاب تطور ماثووركس وتسوّق سيميولينك وهي أداة لمحاكاة الأنظمة الديناميكية اللا خطية. تقوم الشركة أيضا بتطوير وتسويق العديد من الإضافات لتخاطب مجالات بعينها مثل معالجة الإشارات والاتصالات ومعالجة الصور والقياس والحوسبة البيولوجية والنمذجة والتحليل المالي.